# Kolonialdistrikt Arveprinsens Ejland
Koordinaten: 69° 33′ N, 51° 15′ W
Der Kolonialdistrikt Arveprinsens Ejland war ein Kolonialdistrikt in Grönland. Er bestand von 1784 bis 1799.

## Lage
Der Kolonialdistrikt bestand lediglich aus der Südküste der Insel Alluttoq, während der nördliche Teil zum Kolonialdistrikt Ritenbenk gehörte, der östliche hingegen zum Kolonialdistrikt Jakobshavn.

## Geschichte
1783 wurde an der Südwestküste der Insel die Loge Klokkerhuk (Alluttoq) innerhalb des Kolonialdistrikts Jakobshavn gegründet, nachdem Carl Dalager bereits seit etwa 1775 dort aktiv war. 1784 wurde Klokkerhuk eine selbstständige Loge. Der Walfang lief gut, aber andere Möglichkeiten zur Nahrungsbeschaffung waren weniger erfolgreich und 1794 brach eine Hungersnot aus und viele Menschen zogen fort. Dennoch verbesserte sich die Lage wieder. 1799 starb Carl Dalager und Klokkerhuk wurde mitsamt dem Kolonialdistrikt dem Kolonialdistrikt Ritenbenk untergeordnet.

## Orte
Es ist nicht überliefert, dass dem Kolonialdistrikt andere Wohnplätze als die Loge selbst angehörten.